# Port Hedland Golf Club

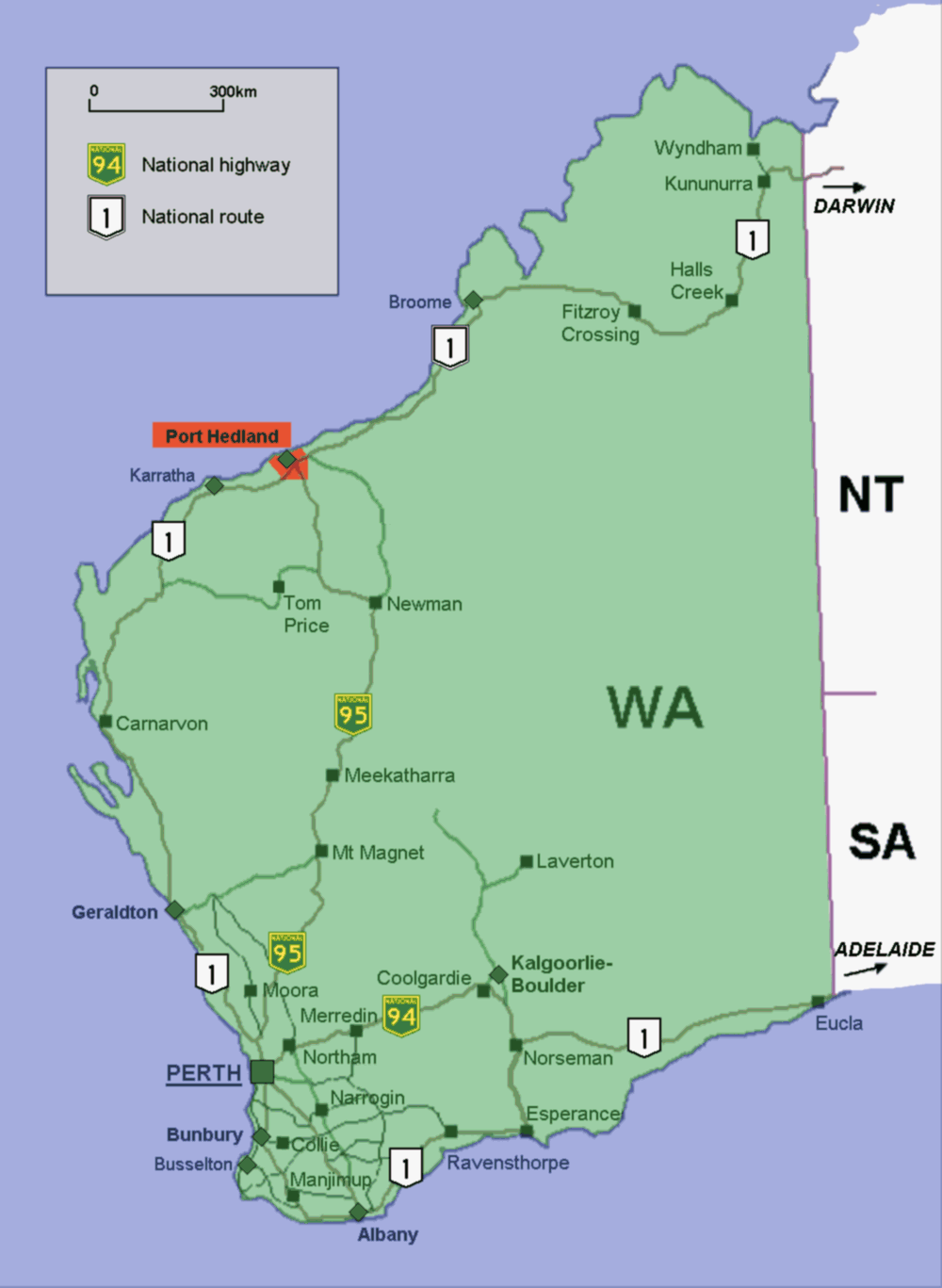
Ligging in West-Australië

De Port Hedland Golf Club  is een golfclub in Port Hedland, in het noordwesten van de regio Pilbara in West-Australië.
De club werd in 1989 opgericht en heeft ongeveer 160 leden. De golfbaan is vlak, de meeste bomen zijn geplant toen de baan werd aangelegd. Hij bestaat uit 18 holes en heeft een par van 72.
De club organiseert jaarlijks de Port Hedland Classic.